# NGC 7058
NGC 7058 este o galaxie situată în constelația Lebăda. A fost descoperită în 8 septembrie 1829 de către John Herschel. Se află la o distanță de 400 de parseci de Pământ.